# Wielka Brytania na Zimowych Igrzyskach Olimpijskich 1998
Wielką Brytanię na Zimowych Igrzyskach Olimpijskich 1998 reprezentowało 34 zawodników: 27 mężczyzn i siedem kobiet. Był to osiemnasty start reprezentacji Wielkiej Brytanii na zimowych igrzyskach olimpijskich.

## Zdobyte medale
| Medal | Zawodnik                                               | Dyscyplina | Konkurencja      | Rezultat    |
| ----- | ------------------------------------------------------ | ---------- | ---------------- | ----------- |
| Brąz  | Sean Olsson, Dean Ward, Courtney Rumbolt, Paul Attwood | Bobsleje   | Czwórki mężczyzn | 2:40,06 min |

## Skład kadry

### Biathlon
Mężczyźni
| Zawodnik   | Konkurencja   | czas biegu | Kary | Łączny czas | Pozycja |
| ---------- | ------------- | ---------- | ---- | ----------- | ------- |
| Mike Dixon | Bieg na 10 km | 30:34,4    | 0    | 30:34,4     | 47.     |
| Mark Gee   | Bieg na 10 km | 33:00,3    | 5    | 33:00,3     | 68.     |
| Mike Dixon | Bieg na 20 km | 1:00:08,0  | 1:00 | 1:01:08,0   | 33.     |
| Mark Gee   | Bieg na 20 km | 1:00:46,8  | 7:00 | 1:07:46,8   | 68.     |

### Bobsleje
Mężczyźni
| Osada | Zawodnik                                            | Konkurencja | Ślizg 1 | Ślizg 2 | Ślizg 3 | Ślizg 4       | Łącznie | Pozycja |
| ----- | --------------------------------------------------- | ----------- | ------- | ------- | ------- | ------------- | ------- | ------- |
| GBR-I | Sean Olsson Lenny Paul                              | Dwójki      | 55,24   | 55,11   | 54,85   | 54,73         | 3:39,94 | 15.     |
| GBR-I | Lee Johnston Eric Sekwalor                          | Dwójki      | 55,51   | 55,12   | 55,16   | 55,02         | 3:40,88 | 20.     |
| GBR-I | Sean Olsson Dean Ward Courtney Rumbolt Paul Attwood | Czwórki     | 52,77   | 53,58   | 53,71   | Nie odbył się | 2:40,06 | brąz    |

### Curling

#### Turniej Mężczyzn
Reprezentacja mężczyzn
| - Ronnie Napier - Philip Wilson - Peter Wilson - Douglas Dryburgh - James Dryburgh |

Reprezentacja Wielkiej Brytanii zajęła 7. miejsce.

#### Runda kwalifikacyjna
| # | Kraj              | Mecze | Mecze | Kamienie | Kamienie |
| # | Kraj              | W     | P     | W        | P        |
| - | ----------------- | ----- | ----- | -------- | -------- |
| 1 | Kanada            | 6     | 1     | 60       | 32       |
| 2 | Norwegia          | 5     | 2     | 42       | 35       |
| 3 | Szwajcaria        | 5     | 2     | 44       | 28       |
| 4 | Stany Zjednoczone | 3     | 4     | 34       | 46       |
| 5 | Japonia           | 3     | 4     | 36       | 42       |
| 6 | Szwecja           | 3     | 4     | 34       | 40       |
| 7 | Wielka Brytania   | 2     | 5     | 32       | 47       |
| 8 | Niemcy            | 1     | 6     | 38       | 50       |

Legenda
     Awans do półfinałów
     Tie-breaker o awans do półfinałów
9 lutego 1998
| Tor | Kraj | Kraj            | 1 | 2 | 3 | 4 | 5 | 6 | 7 | 8 | 9 | 10 | Ogółem |
| A   |      | Wielka Brytania |   |   |   |   |   |   |   |   |   |    | 4      |
| A   |      | Norwegia        |   |   |   |   |   |   |   |   |   |    | 2      |

10 lutego 1998
| Tor | Kraj | Kraj            | 1 | 2 | 3 | 4 | 5 | 6 | 7 | 8 | 9 | 10 | Ogółem |
| A   |      | Szwajcaria      |   |   |   |   |   |   |   |   |   |    | 10     |
| A   |      | Wielka Brytania |   |   |   |   |   |   |   |   |   |    | 4      |

10 lutego 1998
| Tor | Kraj | Kraj            | 1 | 2 | 3 | 4 | 5 | 6 | 7 | 8 | 9 | 10 | Ogółem |
| A   |      | Kanada          |   |   |   |   |   |   |   |   |   |    | 10     |
| A   |      | Wielka Brytania |   |   |   |   |   |   |   |   |   |    | 3      |

11 lutego 1998
| Tor | Kraj | Kraj            | 1 | 2 | 3 | 4 | 5 | 6 | 7 | 8 | 9 | 10 | Ogółem |
| A   |      | Szwecja         |   |   |   |   |   |   |   |   |   |    | 7      |
| A   |      | Wielka Brytania |   |   |   |   |   |   |   |   |   |    | 5      |

12 lutego 1998
| Tor | Kraj | Kraj            | 1 | 2 | 3 | 4 | 5 | 6 | 7 | 8 | 9 | 10 | Ogółem |
| A   |      | Wielka Brytania |   |   |   |   |   |   |   |   |   |    | 9      |
| A   |      | Japonia         |   |   |   |   |   |   |   |   |   |    | 5      |

12 lutego 1998
| Tor | Kraj | Kraj            | 1 | 2 | 3 | 4 | 5 | 6 | 7 | 8 | 9 | 10 | Ogółem |
| A   |      | Niemcy          |   |   |   |   |   |   |   |   |   |    | 7      |
| A   |      | Wielka Brytania |   |   |   |   |   |   |   |   |   |    | 4      |

13 lutego 1998
| Tor | Kraj | Kraj              | 1 | 2 | 3 | 4 | 5 | 6 | 7 | 8 | 9 | 10 | Ogółem |
| A   |      | Stany Zjednoczone |   |   |   |   |   |   |   |   |   |    | 6      |
| A   |      | Wielka Brytania   |   |   |   |   |   |   |   |   |   |    | 3      |

#### Turniej kobiet
Reprezentacja kobiet
| - Kirsty Hay - Edith Loudon - Jackie Lockhart - Katie Loudon - Felsie Bayne |

Reprezentacja Wielkiej Brytanii zajęła 4.miejsce.

#### Runda kwalifikacyjna
| # | Kraj              | Mecze | Mecze | Kamienie | Kamienie |
| # | Kraj              | W     | P     | W        | P        |
| - | ----------------- | ----- | ----- | -------- | -------- |
| 1 | Kanada            | 6     | 1     | 51       | 34       |
| 2 | Szwecja           | 6     | 1     | 54       | 32       |
| 3 | Dania             | 5     | 2     | 46       | 34       |
| 4 | Wielka Brytania   | 4     | 3     | 38       | 44       |
| 5 | Japonia           | 2     | 5     | 38       | 48       |
| 6 | Norwegia          | 2     | 5     | 34       | 50       |
| 7 | Stany Zjednoczone | 2     | 5     | 47       | 47       |
| 8 | Niemcy            | 1     | 6     | 32       | 51       |

Legenda
     Awans do półfinałów
9 lutego 1998
| Tor | Kraj | Kraj            | 1 | 2 | 3 | 4 | 5 | 6 | 7 | 8 | 9 | 10 | Ogółem |
| A   |      | Wielka Brytania |   |   |   |   |   |   |   |   |   |    | 7      |
| A   |      | Japonia         |   |   |   |   |   |   |   |   |   |    | 5      |

9 lutego 1998
| Tor | Kraj | Kraj            | 1 | 2 | 3 | 4 | 5 | 6 | 7 | 8 | 9 | 10 | Ogółem |
| A   |      | Dania           |   |   |   |   |   |   |   |   |   |    | 9      |
| A   |      | Wielka Brytania |   |   |   |   |   |   |   |   |   |    | 3      |

10 lutego 1998
| Tor | Kraj | Kraj            | 1 | 2 | 3 | 4 | 5 | 6 | 7 | 8 | 9 | 10 | Ogółem |
| A   |      | Wielka Brytania |   |   |   |   |   |   |   |   |   |    | 6      |
| A   |      | Norwegia        |   |   |   |   |   |   |   |   |   |    | 4      |

11 lutego 1998
| Tor | Kraj | Kraj              | 1 | 2 | 3 | 4 | 5 | 6 | 7 | 8 | 9 | 10 | Ogółem |
| A   |      | Wielka Brytania   |   |   |   |   |   |   |   |   |   |    | 8      |
| A   |      | Stany Zjednoczone |   |   |   |   |   |   |   |   |   |    | 5      |

11 lutego 1998
| Tor | Kraj | Kraj            | 1 | 2 | 3 | 4 | 5 | 6 | 7 | 8 | 9 | 10 | Ogółem |
| A   |      | Kanada          |   |   |   |   |   |   |   |   |   |    | 8      |
| A   |      | Wielka Brytania |   |   |   |   |   |   |   |   |   |    | 3      |

12 lutego 1998
| Tor | Kraj | Kraj            | 1 | 2 | 3 | 4 | 5 | 6 | 7 | 8 | 9 | 10 | Ogółem |
| A   |      | Wielka Brytania |   |   |   |   |   |   |   |   |   |    | 6      |
| A   |      | Niemcy          |   |   |   |   |   |   |   |   |   |    | 5      |

13 lutego 1998
| Tor | Kraj | Kraj            | 1 | 2 | 3 | 4 | 5 | 6 | 7 | 8 | 9 | 10 | Ogółem |
| A   |      | Szwecja         |   |   |   |   |   |   |   |   |   |    | 8      |
| A   |      | Wielka Brytania |   |   |   |   |   |   |   |   |   |    | 5      |

#### Półfinał
14 lutego 1998
| Tor | Kraj | Kraj            | 1 | 2 | 3 | 4 | 5 | 6 | 7 | 8 | 9 | 10 | Ogółem |
| A   |      | Kanada          |   |   |   |   |   |   |   |   |   |    | 6      |
| A   |      | Wielka Brytania |   |   |   |   |   |   |   |   |   |    | 5      |

#### Mecz o 3. miejsce
15 lutego 1998
| Tor | Kraj | Kraj            | 1 | 2 | 3 | 4 | 5 | 6 | 7 | 8 | 9 | 10 | Ogółem |
| A   |      | Szwecja         | 2 | 0 | 2 | 0 | 1 | 0 | 4 | 1 | 0 | X  | 10     |
| A   |      | Wielka Brytania | 0 | 1 | 0 | 2 | 0 | 2 | 0 | 0 | 1 | X  | 6      |

### Łyżwiarstwo figurowe
| Zawodnik       | Konkurencja | Nota | Pozycja |
| -------------- | ----------- | ---- | ------- |
| Steven Cousins | Soliści     | 10,0 | 6.      |

### Narciarstwo alpejskie
Mężczyźni
| Zawodnik          | Konkurencja        | Konkurencja        | Konkurencja | Konkurencja | Konkurencja       | Konkurencja       | Konkurencja   | Konkurencja   | Konkurencja                             | Konkurencja                             | Konkurencja                             | Konkurencja                             | Konkurencja                               | Konkurencja                               | Konkurencja                               | Konkurencja                               |
| Zawodnik          | Zjazd              | Zjazd              | Supergigant | Supergigant | Slalom gigant     | Slalom gigant     | Slalom gigant | Slalom gigant | Slalom specjalny                        | Slalom specjalny                        | Slalom specjalny                        | Slalom specjalny                        | Kombinacja                                | Kombinacja                                | Kombinacja                                | Kombinacja                                |
| Zawodnik          | Czas               | Pozycja            | Czas        | Pozycja     | Czas 1. przejazdu | Czas 2. przejazdu | Czas łączny   | Pozycje       | Czas 1. przejazdu                       | Czas 2. przejazdu                       | Czas łączny                             | Pozycja                                 | Zjazd                                     | Slalom                                    | Łączny czas                               | Pozycja                                   |
| ----------------- | ------------------ | ------------------ | ----------- | ----------- | ----------------- | ----------------- | ------------- | ------------- | --------------------------------------- | --------------------------------------- | --------------------------------------- | --------------------------------------- | ----------------------------------------- | ----------------------------------------- | ----------------------------------------- | ----------------------------------------- |
| Graham Bell       | 1:53,93            | 23.                | 1:39,80     | 31.         |                   |                   |               |               |                                         |                                         |                                         |                                         |                                           |                                           |                                           |                                           |
| Andrew Freshwater | Nie ukończył biegu | Nie ukończył biegu | 1:39,89     | 33.         |                   |                   |               |               |                                         |                                         |                                         |                                         | Nie ukończył pierwszego przejazdu slalomu | Nie ukończył pierwszego przejazdu slalomu | Nie ukończył pierwszego przejazdu slalomu | Nie ukończył pierwszego przejazdu slalomu |
| Alain Baxter      |                    |                    |             |             | 1:26,29           | 1:23,53           | 2:49,82       | 31.           | Dyskwalifikacja w pierwszym przejeździe | Dyskwalifikacja w pierwszym przejeździe | Dyskwalifikacja w pierwszym przejeździe | Dyskwalifikacja w pierwszym przejeździe |                                           |                                           |                                           |                                           |
| James Ormond      |                    |                    |             |             |                   |                   |               |               |                                         |                                         |                                         |                                         | Nie ukończył pierwszego przejazdu slalomu | Nie ukończył pierwszego przejazdu slalomu | Nie ukończył pierwszego przejazdu slalomu | Nie ukończył pierwszego przejazdu slalomu |

Kobiety
| Zawodniczka           | Konkurencja                        | Konkurencja                        | Konkurencja                        | Konkurencja                        | Konkurencja                        | Konkurencja                        | Konkurencja                        | Konkurencja                        |
| Zawodniczka           | Slalom gigant                      | Slalom gigant                      | Slalom gigant                      | Slalom gigant                      | Slalom specjalny                   | Slalom specjalny                   | Slalom specjalny                   | Slalom specjalny                   |
| Zawodniczka           | Czas 1. przejazdu                  | Czas 2. przejazdu                  | Czas łączny                        | Pozycja                            | Czas 1. przejazdu                  | Czas 2. przejazdu                  | Czas łączny                        | Pozycja                            |
| --------------------- | ---------------------------------- | ---------------------------------- | ---------------------------------- | ---------------------------------- | ---------------------------------- | ---------------------------------- | ---------------------------------- | ---------------------------------- |
| Sophie Ormond         | Nie ukończyła pierwszego przejazdu | Nie ukończyła pierwszego przejazdu | Nie ukończyła pierwszego przejazdu | Nie ukończyła pierwszego przejazdu |                                    |                                    |                                    |                                    |
| Emma Carrick-Anderson |                                    |                                    |                                    |                                    | Nie ukończyła pierwszego przejazdu | Nie ukończyła pierwszego przejazdu | Nie ukończyła pierwszego przejazdu | Nie ukończyła pierwszego przejazdu |

### Narciarstwo dowolne
Mężczyźni
| Kevin Harbut | Skoki akrobatyczne | 82,46 | 85,86 | 168,32 | 20. | Nie awansował | Nie awansował | Nie awansował | Nie awansował |

| Tim Dudgeon | Jazda po muldach | 16,32                    | 28.                      | Nie awansował            | Nie awansował            |
| Sam Temple  | Jazda po muldach | Nie ukończył konkurencji | Nie ukończył konkurencji | Nie ukończył konkurencji | Nie ukończył konkurencji |

### Short track
Mężczyźni
| Zawodnik                                                            | Konkurencja          | Kwalifikacje    | Kwalifikacje    | Ćwierćfinał   | Ćwierćfinał   | Półfinał      | Półfinał      | Finał         | Finał   |
| Zawodnik                                                            | Konkurencja          | Czas            | Miejsce         | Czas          | Miejsce       | Czas          | Miejsce       | Czas          | Miejsce |
| ------------------------------------------------------------------- | -------------------- | --------------- | --------------- | ------------- | ------------- | ------------- | ------------- | ------------- | ------- |
| Nicky Gooch                                                         | Bieg na 500 metrów   | 1:08,907        | 4.              | Nie awansował | Nie awansował | Nie awansował | Nie awansował | Nie awansował | 29.     |
| Matt Jasper                                                         | Bieg na 500 metrów   | Dyskwalifikacja | Dyskwalifikacja | Nie awansował | Nie awansował | Nie awansował | Nie awansował | Nie awansował | 30.     |
| Matt Jasper                                                         | Bieg na 1000 metrów  | 1:32,709        | 1.              | 1:31,798      | 2.            | 1:32,549      | 3.            | 1:34,285      | 8.      |
| Nicky Gooch                                                         | Bieg na 1000 metrów  | 1:33,638        | 3.              | Nie awansował | Nie awansował | Nie awansował | Nie awansował | Nie awansował | 22.     |
| Dave Allardice Nicky Gooch Matt Jasper Matthew Rowe Robert Mitchell | Sztafeta 5000 metrów |                 |                 |               |               | 7:11,955      | 2.            | 7:06,462      | 7.      |